# Tamiki Hara
Pour les articles homonymes, voir Hara.
Tamiki Hara (原 民喜, Hara Tamiki), né le 15 novembre 1905 à Hiroshima et mort le 13 mars 1951 à Tokyo, est un romancier et poète japonais.

## Biographie
Alors qu'il est étudiant, Hara se familiarise avec la littérature russe et commence également à écrire de la poésie. Il admire particulièrement les poètes Murō Saisei et Paul Verlaine. Diplômé du département de littérature anglaise de l'université Keiō, il travaille comme auteur professionnel à partir de 1935.
Sadae, l'épouse de Hara, tombe malade en 1939 et décède en 1944. Il avait dit d'elle : « Si je dois perdre ma femme, je ne vivrais qu'un an pour laisser un recueil de beaux et tristes poèmes ». Un an plus tard, juste avant le premier anniversaire de sa mort, il est exposé au bombardement atomique de Hiroshima dans la maison de ses parents à Motomachi. Ces deux expériences traumatisantes sont devenues centrales dans son travail.
Natsu no Hana (« Fleurs d'été »), son ouvrage le plus connu pour lequel il a reçu le premier prix Takitaro Minakami, est achevé en août 1946 mais publié seulement en juin 1947. Deux autres parties de l'ouvrage sont publiées plus tard : « Des Ruines » (Haikyou kara) en 1947 et « Prélude à l'annihilation » (Kaimetsu no joukyoku) en 1949. Dans des œuvres comme « Fleurs d'été » et « Requiem » (Chinkonka 1949), Hara décrit et raconte son expérience terrifiante du bombardement atomique. Il produit également de nombreux poèmes sur le même thème, poèmes pour lesquels il est peut-être mieux connu au Japon.
Shingan no kuni  (« Le Pays de désir du cœur », 1951) le dernier ouvrage de Hara, peut être interprété comme étant sa note de suicide. Il se tue à Tokyo le 13 mars 1951 en se jetant devant un train. Son état mental déjà fragile est exacerbé par le déclenchement de la guerre de Corée qui semble confirmer son pressentiment d'un avenir sombre de l'Histoire.

## Commémoration
Une stèle portant une épitaphe à Tamiki Hara est construite par ses amis sur le site du château de Hiroshima, mais elle devient une cible pour des gens qui y jettent des pierres. La plaque de céramique à l'avant est endommagée et la plaque de cuivre à l'arrière arrachée. Aussi est-elle rénovée et déplacée vers le présent site à côté du dôme de Genbaku.
Sur le monument est inscrit son dernier poème :
 Gravée dans la pierre il y a longtemps,
 Perdue dans les sables mouvants,
 Au milieu d'un monde qui s'écroule,
 La vision d'une fleur.
L'anniversaire de la mort de Tamiki Hara est nommé Kagenki. Une société du même nom est fondée en septembre 2000 par ceux qui aiment ses œuvres littéraires. La société accueille une exposition de documents le concernant à l'occasion du 50e anniversaire de la mort de Hara en 2001 et organise un service commémoratif devant son monument tous les ans.

## Source de la traduction
- (en) Cet article est partiellement ou en totalité issu de l’article de Wikipédia en anglais intitulé « Tamiki Hara » (voir la liste des auteurs).